# Anni 240
Gli anni 240 sono il decennio che comprende gli anni dal 240 al 249 inclusi.

## Personaggi
- Regno di Sponsiano in Dacia.
- Regno di Marcia Otacilia Severa Augusta.